# Cliffortia ramosissima
Cliffortia ramosissima är en rosväxtart som beskrevs av Rudolf Schlechter. Cliffortia ramosissima ingår i släktet Cliffortia och familjen rosväxter. Inga underarter finns listade i Catalogue of Life.